# North Fambridge
North Fambridge is een civil parish in het bestuurlijke gebied Maldon, in het Engelse graafschap Essex met 835 inwoners.